# Русско-персидская война (1826—1828)
Русско-персидская война 1826—1828 годов — военный конфликт между Россией и Персией за господство в Закавказье и Прикаспии, в результате которого Россия окончательно закрепилась в этом регионе и присоединила к своей территории часть Восточной Армении (Эриванское и Нахичеванское ханства).

## Предыстория
Русско-персидская война (1804—1813) закончилась подписанием Гюлистанского мирного договора (1813), по которому Персия признала присоединение к Российской империи Картли-Кахетии, Имеретии, Гурии, Мегрелии, Абхазии, ряда азербайджанских/иранских ханств (Бакинское, Карабахское, Гянджинское, Ширванское, Шекинское, Дербентское, Кубинское, Талышское ханства) и части Восточной Армении.
- Северо-западные границы Персии согласно Гюлистанскому договору (1813)

### Тегеранское соглашение
Практически сразу после поражения Персии, Великобритания начала разработку очередного тайного межгосударственного договора (предыдущие соглашения были подписаны в 1801, 1803 и 1812 годах) в связи с изменившейся международной обстановкой. «Тегеранский договор» был подписан 13 (25) ноября 1814 года. Согласно статье III, границы между Россией и Персией теперь должны определяться с согласия и при непосредственном участии Великобритании, а условия Гюлистанского мира должны были быть пересмотрены: «Англия и Иран отказываются признавать границу, установленную Гюлистанским договором». Это договор был выгоден исключительно Великобритании и некоторыми историками считается «оскорбительным для Ирана». Договор был рассчитан на противодействие возросшему влиянию России в Закавказье, в том числе и тем, что давал повод для начала пограничного конфликта между соседями. Великобритания, со своей стороны, в случае войны обязалась предоставлять шаху денежную помощь в размере 200 тысяч туманов в год и помогать войсками и оружием.

III статья договора дала повод персидскому послу в Санкт-Петербурге Мирзе Ширази при поддержки английского посла весной 1815 году обращаться как к российскому императору Александру I, так и к его советнику графу К. В. Нессельроде с требованием пересмотра Гюлистанского договора:
Так как Гюлистанский трактат составлен кратко и в общих чертах, то я надеюсь, что в Петербурге будет заключён другой договор, более детальный и определённый, по которому великий император великодушно возвратит Ирану по его просьбе ханства уступленные России Гюлистанским трактатом, а Иран заплатит России её военные издержки. 
 ... 
 В крайнем случае, иранское правительство согласно оставить России Грузию и Дагестан.

### Миссия Ермолова
Именно по этой причине персидское руководство на протяжении многих лет затягивало процедуру разграничения границы, в частности, в районе озера Севан (северо-восточная граница Эриванского ханства). В ответной ноте МИД России было сказано, что Гюлистанский договор не соответствует безопасности российских границ и что итоговый ответ будет дан после осмотра текущих границ Главнокомандующим войсками Отдельного Грузинского (позднее — Кавказского) корпуса и Главноуправляющим Кавказским краем А. П. Ермоловым. 29 июля (10 августа) 1816 по приказу Александра I он отправился с дипломатической миссией в Персию в качестве «чрезвычайного и полномочного министра» с одной из задач «… не допускать посредничества английских дипломатов на переговорах и ликвидировать английское влияние в Иране». Переговоры шли по следующим позициям: 1. Демаркация существующих послевоенных границ, освобождение военнопленных и признание Аббаса-мирзы единственным наследником престола; 2. Требование персидского шаха Фетх Али-шаха и его наследника Аббаса-мирзы о пересмотре границ, требование Ермолова о нейтралитете Персии на случай очередной Русско-турецкой войны, открытие дипломатических миссий в Тебризе и Реште, а также торговых представительств на территории Персии. Однако ещё в ноябре 1816 года Ермолов однозначно доложил императору о том, что нельзя отдавать никакой территории, перешедшей по праву войны к России в 1813 году. Переговоры с Аббасом-мирзой, закончившиеся к июлю 1817 года в Тебризе не дали никаких результатов, стороны отказывались от каких либо взаимных уступок. Далее начались переговоры с Фетх-Али-шахом. Помимо прочих тем, Ермолов был вынужден предложить передать в состав Персии южную часть Талышского ханства и несколько иных приграничных участков в ответ на нейтралитет Персии в случае войны России с Османской империей. Договориться также не удалось, в том числе, потому что претензии шаха были составлены согласно интересам англичан, которые всячески способствовали провалу переговоров и сохранению напряжённости на русско-персидской границе. Ермолов предупреждал Александра I: «Аббас-мирза добра нам не желает … он воспользуется первой возможностью, что бы объявить войну, и он один будет её причиной».
По итогу, Гюлистанский мирный договор без каких либо изменений был официально опубликован только 16 (28) июля 1818 года (Манифест «О восстановлении мира с Персиею по силе трактата с оною державою, заключенного в Гюлистане 1813 года октября 12 дня»). «Мир с Персией оградил . 8 (20) мая 1819 года Александр I выпустил акт с признанием Аббаса-мирзы наследником иранского престола, а в ответ, персидская сторона согласилась открыть консульство России в Тебризе.

### 1820-е годы
Британские дипломаты, добиваясь прекращения Турецко-персидской войны (1821—1823), подталкивали Фетх Али-шаха и наследника престола Аббас-Мирзу на выступление против России. Интерес Великобритании в подстрекании Персии к войне заключался также в том, чтобы разжечь конфликт России как с Персией, так и с Османской империей, тем самым, сохранить территориальную целостность последней в случае её возможного поражения в войне.
Дипломатические переговоры о разграничении границ продолжились и после опубликования Гюлистанского договора. Так, иранское руководство намеревалось вернуть себе хотя бы Северный талыш и Карабах, а взамен предлагало России занять область в районе города Мегри, несмотря на то, что Северный талыш вошёл в состав России ещё до войны 1804—1813 годов, а половина области Мегри принадлежала России согласно договору 1813 года. Дело в том, что текст Гюлистанского договора (статья II) на русском и фарси отличался: в иранской версии отсутствовало какое либо упоминание реки Капанак-чай, по которой, наряду с рекой Капан-чай (Чаундур), была ориентирована граница области Мегри. Это связано с тем, что иранские эксперты использовали карты, составленные английскими топографами, которые были намеренно искажены. Подделан был также и текст договора (перевод с русского).
Встреча уполномоченных по разграничению границ состоялась 22 июня (4 июля) 1823 года. Спорная территория располагалась между реками Капан-чай и Капанак-чай. А. П. Ермолов предложил компромиссный вариант — эту территорию отдать персам, а взамен Россия получает стратегические высоты в Талышском ханстве и территорию юго-восточной части озера Севан. Аббас-мирза ответил отказом, после чего переговоры были прекращены. Повторные безрезультатные переговоры между сторонами прошли в ноябре того же года.
С 1824 года иранский шах уже в ультимативной форме требовал от Великобритании оружия и боеприпасов для войны с Россией. Оказывая давление на англичан, шах сформировал новое правительство, состоящее из лиц, лояльно относящихся к России, тем самым, дав понять, что в случае не продолжения выполнения своих обязательств согласно Тегеранского договора, Иран пойдёт на сближение с Россией. Одновременно с этим, Персия намеренно нагнетала напряжённость на границе. Тогда же персы предъявили новое территориальное требование России — передать им стратегически-важную область Шурагель, тем самым, сорвав запланированный ранее очередной этап переговоров о разграничении границ.
В 1825 году переговоры возобновились. С российской стороны в них принимал участие Начальник штаба Отдельного Кавказского корпуса А. А. Вельяминов, с персидкой — Тебризский беглербек Фатх-Али-хан. 28 марта (9 апреля) 1825 года был заключён Тифлисский договор «О пограничной линии между Россией и Персией», предусматривающий обмен следующими территориями: передачу российской стороне северного побережья озера Севан, а персидской — район города Капан. Позднее, Аббас-мирзу не устроили эти условия (требовал также область Шурагель) и он не ратифицировал договор. После этого демарша, Фетх Али-шах вновь поменял состав правительства, и на этот раз, сделал его открыто проанглийским.
Первая партия оружия и боеприпасов была доставлена в Тегеран к лету 1824 года, следующая (200 вьюков от Ост-Индийской компании) — в августе 1825 года, однако этого количества было недостаточно для ведения полномасштабной войны. В начале следующего года Персия получила крупную финансовую помощь от Великобритании. Советский историк А. Л. Нарочницкий отмечал: «Англия подстрекала Иран к войне, но не оказала Каджарам реальной поддержки». Несмотря на это, Аббас-мирза начал увеличивать численность войск в Эриванском и Нахичеванском ханствах, Тебризе, Ардебиле и Хое.
9 (21) сентября 1825 князь В.Г. Мадатов докладывал агентурные сведения А.А. Вельяминову, которые незамедлительно были переправлены в Санкт-Петербург, касающиеся подготовки персидской армии к боевым действиям — концентрации войск в приграничных областях и подготовки провианта. В ответе министра иностранных дел России К.В. Нессельроде в том числе говорилось: «Государь не хочет решительно войны с шахом и уверен, что персияне сами не начнут ее при всем возможном к России недоброжелательстве, разве с нашей стороны последовали какие-либо неприязненные действия вопреки мирному договору Гюлистанскому».
Напряжённая международная обстановка конца 1825 года после смерти Александра I, восстание декабристов, а также Кавказская война, были восприняты Аббасом Мирзой как наиболее благоприятный момент для нарушения условий Гюлистанского мира и выступления против России.
А. П. Ермолов предупреждал взошедшего на престол императора Николая I, что Персия открыто готовится к войне и требуется усиление Отдельного Кавказского корпуса. Император, в том числе и ввиду обострявшегося конфликта с Османской империей, считал, что необходимо «удерживать заключённый с Персией мир на основании Гюлистанского договора, доколе сия Держава сама не нарушит онного», а также рассматривал возможность, как и его предшественник, уступить ей южной часть Талышского ханства (площадью 20 км²).

#### Миссия Меншикова и предвоенный период
Пока вопрос о границах не был окончательно решён, войска Эриванского хана Хусейн-хан Каджара пытались утвердиться на берегах озера Севан, принадлежавших России, а с 1825 года начали стягиваться уже к Российской границе. В свою очередь, жители Эриванского ханства начали переселяться на пространство от реки Арпачай до Баш-Апарана, где производили сельскохозяйственные работы, несмотря на то, что эта территория входила в состав России. Целью персидской стороны являлось захват ранее не разграниченных земель. Хан Эривани требовал вывода российских войск с территорий Балык-Чая и Мирака, заявляя о персидской их принадлежности, в противном случае грозил применить силу. К началу 1826 года отношения двух империй обострились до предела.
На этом фоне 8 (20) января 1826 года Николай I направил генерал-адъютанта А.С. Меншикова к шаху с дипломатической миссией и поручением объявить о восшествии на престол нового императора, а также улучшить двусторонние отношения: «В условиях надвигающейся войны с Турцией сохранить с Ираном мир». Также целью миссии было найти решения пограничных споров на основе нератифицированного персидской стороной Тифлисского договора. Российская миссия добралась до Тегерана только 17 (29) июня 1826 года. Английские советники и дипломаты, находящиеся при шахе всячески способствовали срыву переговорного процесса, а одно из условий начала переговоров со стороны персов был отвод русских частей от селения Мирак, в ответ Меншиков потребовал симметричного отвода войск Эриванского хана от озера Севан. Россия отвела войска, а Хусейн-хан — нет. Шаху было сделано следующее предложение о территориальных разграничениях: в ответ на передачу России прибрежной зоны озера Севан, Персии отходит часть области в районе города Мегри, принадлежащей России согласно Гюлистанского мира, район Капана и небольшая часть Талыша южнее реки Бусей. Шах ответил отказом и потребовал всю территорию Талышского ханства. После переговоров с Фетх Али-шахом, переговоры продолжились в Тебризе с наследным принцем Аббасом-мирзой. Однако все письма русской делегации перехватывались персами — по сути, связь с Россией была прервана.
Переговоры были прекращены и 22 августа (3 сентября) 1826 года Меншиков выехал в Россию. По приглашению хана Эривани он был приглашён к нему на дачу, однако под различными предлогами оставался там больше месяца (фактически был задержан) и смог покинуть территорию Персии только после вмешательства посла Великобритании. Историки отмечают, что причиной подобного агрессивного поведения персидской стороны могли стать слухи об ослаблении влияния Ермолова ввиду противоречий его взглядов на политику России в Закавказье с мнением нового императора, также персы восприняли за дипломатическую и военную слабость России отправку подобной миссии. Более того, во время нахождения Меншикова в Персии, Фетх Али-шах под угрозой Великобритании прекратить выдачу денежных средств и потребовать возврат ранее выплаченных, созвал тайный совет, где, помимо правящей династии присутствовал и английский поверенные в делах Г. Уиллок. На этом совете было принято решение о начале войны с Россией.
Отметим, что ещё с начала 1826 года Аббас мирза при поддержки английских советников начал подготовку плана военной кампании против России, при этом, ожидая, что войну с Россией также начнёт Османская империя. Однако, как отмечает советский историк Б. П. Балаян: «Англия и Турция толкнули Иран на войну в крайне неблагоприятной для шаха военной и политической обстановке, когда Россия была со всеми в мире, а Турция была не в состоянии начать войну против России».
С весны 1826 года жители Эриванского ханства продолжили работы по обработке полей в районе Севана, но уже в сопровождении 2-х батальонов сарбазов с 6-ю орудиями и конницы в количестве 3 тыс. человек, также в районе озера располагались курдские банды до 1 тыс. человек. За Балык-Чайским постом стояло до 1 тыс. карапапахской конницы, а на западных склонах Арагаца, на дороге ведущей к Гюмри, находилось до 5 тыс. кавалеристов под командованиям Гассан-хана, — брата Эриванского хана.
Местное армянское население Памбак и Шурагел просило помощи русского командования в обеспечении их оружием для защиты своих селений, в то время как татарское (азербайджанское), напротив, запасалось оружием для борьбы с Россией.

## Характеристика театра военных действий
В то время единственной надежной дорогой, связывающей Кавказ с Закавказьем была Военно-грузинская дорога. Дополнительной коммуникационной линией являлся морской путь по Каспийскому морю.
Русско-персидская граница к началу войны составляла около 640 км и простиралась от реки Арпа-чай до Каспийского моря. Условно её можно разделит на три фланга: 

1. Правый фланг образуют Памбакская и Шурагельская провинции и находящаяся за ними Борчалинская дистанция; 

2. Центральный фланг — Карабахская провинция с Елизаветпольским округом, а также Казахской и Шамсадильской дистанциями; 

3. Левый фланг образуют Шекинская, Ширванская и Кудинская провинции, Бакинский округ и Талышское ханство.
Персидская граница со стороны Эриванского ханства проходила в 150 км от Тифлиса: от северных берегов озера Севан она тянулась по Памбакскому хребту, далее следовала на юг через гору Арагац и упиралась в турецкую границу, проходящую по реке Арпачай на север к Триалетскому хребту.
- Российско-Персидская граница согласно Гюлистанскому договору (1813)
- Операционная карта войны

## Соотношение сил

### Русская армия
К лету 1826 года Отдельный Кавказский корпус состоял из двух пехотных дивизий и Кавказской Гренадерской бригады с артиллерийскими соединениями: всего 45 батальонов с 126 орудиями. По другим данным, под командованием А. П. Ермолова находилось 30 батальонов пехоты, 6 эскадронов драгунов, 9 казачьих полков: всего: 30 793 пехотинцев, 5 035 кавалеристов при 90 орудиях.
Всего, русские войска в Закавказье насчитывали около 10 тыс. человек, при этом, непосредственно на персидской границе располагалось не более 3 тыс. человек пехоты и кавалерии.
Дислокация войск была следующей:
1) На Северном Кавказе располагались 4 полка 21-й пехотной дивизии (12 батальонов):
- Тенгинский и Навагинский полки — рассредоточены на территории Кавказкой губернии и Кубани;
- Кабардинский полк — Кабарда; 43-й Егерский — по линии реки Терек, Сунжа и на Кумыкской плоскости;

2) В Закавказье располагались: Мингрельский пехотный и 44-й Егерский полки 21-й дивизии, а также 33 батальона 22-й пехотной дивизии:
- 6 батальонов стояло на Кавказкой линии (Чечня, Кабарда);
- 6 батальонов — Гурия, Мингрелия и Абхазия;
- 5 батальонов — Дагестан и прикаспийские провинции;
- 3 батальона — Кахетия;
- 6,5 батальонов — Картли (из них 4 батальона в Тифлисе, остальные 2,5 батальона — прикрывали русско-турецкую границу со стороны Ахалцика).

3) Непосредственно границу с Персией прикрывало 6,5 батальонов:
- 3 батальона находилось в Карабахе (9 рот 42-го Егерского полка с 6-ю орудиями и 420 казаками)[1];
- 2 роты 41-го Егерского полка — в Елизаветполе;
- 1 рота Ширванского и 1 рота 42-го Егерского полка — в Нухе;
- 2 роты 42-го Егерского полка — в Ширване.
- 3 передовых батальона располагалось в Памбакской и Шуралельской провинциях (9 рот Тифлисского полка, 2 роты 7-го Карабинерного полка, а также 1 рота Кавказской гренадерской артиллерийской бригады с 12 орудиями), а именно[68]:
  - 2 роты Тифлисского полка и 1 рота Карабинерного полка с двумя орудиями — в приграничном Мираке;
  - В селении Балык-чай, прикрывая единственную дорогу из Эривани по Дилижанскому ущелью вдоль реки Акстафе в Татарские дистанции (Шамшадильскую и Казахскую) дислоцировалась 1 рота Тифлисского полка с двумя орудиями численностью в 300 человек.
  - 2 роты Тифлисского полка с двумя орудиями и 1 рота Карабинерного полка дислоцировались в городе Гюмри, при этом, из состава Карабинеров было организовано 2 поста в Бекантах и Амамлах (Спитак), в каждом по одному орудию.
  - В Большой Каракалисе находились 2 роты Тифлисского полка с тремя орудиями, из их состава были организованы два поста — на Безобдальском перевале и на реке Гамзачеванка (в 18 км юго-восточнее Каракалисы).
  - 2 роты Тифлисского полка располагались на территории Лорийской степи: по 1 роте в Гергер[англ.] и Джелал оглы (Степанаван).

Начальником пограничной линии был командир Тифлисского полка полковник князь Л. Я. Севарсамидзе. Основными проблемами русской армии на тот момент являлись материально-техническое снабжение и снабжение провиантом, однако, в период управления А. П. Ермолова ситуация сильно улучшилась.
Согласно разработанного А.П. Ермоловым и утвержденного Николаем I (с некоторыми дополнениями, касающихся сроков военных действий и привлечения дополнительных частей) 27 января (8 февраля) 1827 года плана, непосредственно в военной кампании 1827 года должны были принимать участие следующие подразделения: 
1. Главный отряд. Командир — К.Х. Бенкендорф. Действия с отдельными отрядами по усмотрению главнокомандующего — Д.В. Давыдов.
- Пехота: Лейб-гвардии сводный полк; три полка Кавказской гренадерской бригады (Херсонский, Карабинерский и Грузинский); Ширванский и Тифлисский пехотные батальоны; 8-й пионерный батальон; четыре полка 20-й пехотной дивизии (Крымский, Севастопольский); 39-й и 40-й Егерские полки.

- Кавалерия: Нижегородский драгунский полк; 2-я Уланская дивизия; два Черноморских и шесть Донских казачьих полков;
- Артиллерия: 52 пеших и 24 конных орудий.

2. Карабахский отряд. Командир — В.Г. Мадатов.
- Пехота: Два полка 20-й пехотной дивизии (Козловский и Нашебургский); 41-й и 42-й Егерские полки;
- Кавалерия: три Донских казачьих полков; два Уланских полка (Чугунвский и Борисоглебский);
- Артиллерия: 24 орудия.

3. Дагестан. 
- Пехота: Куринский и Апшеронский пехотные полки;
- Кавалерия: Донской казачий полк;
- Артиллерия: 18 орудий.

4. Кахетия и резервные части в Грузии. Командир — А.А. Вельяминов. 
- По одному батальону от Грузинского и Ширвансконо полков; два Казачих полка - в Кахетии при 6 орудиях;
- В резерве — по одному батальону от Карабинерского, Херсонского, Тифлисского и 41 Егерского полков; По одному дивизиону от всех Уланских полков; Два Донских полка; Сборный Линейный казачий полк при 16 орудиях.

### Персидская армия
После поражения 1813 года, Аббас Мирза при финансовой и технической поддержке английских специалистов начал вновь создавать регулярную армию. Подготовка личного состава проводилась непосредственно английскими инструкторами. Также была укреплена обороноспособность страны, построены несколько новых крепостей (при поддержке английских специалистов): Сардарапат, Аббас-Абад и Хой.
К 1826 году регулярные персидская армия состояла из:
- 35-ти батальонов пехоты (25 — сарбазы, 10 — джамбазы то есть шахская гвардия) общей численностью 38,5 тыс. человек и 5 тыс. человек иррегулярной пехоты[7][75];
- 7-ми артиллерийских батарей (всего 42 орудия[76]) с 910 солдатами и офицерами[7], а также множество фальконетов[75];
- 94 тыс. человек конницы[7], 6 тыс. человек конной милиции[75].

Непосредственно в боевых действиях принимало участие не менее 60 тыс. человек.

## Планы сторон

### Российская сторона
27 марта (8 апреля) 1827 года Николай I в переписке с начальником Главного штаба Русской армии генералом И.И. Дибичем касаемо плана военной кампании, разработанного А.П. Ермоловым и утвержденного императором ранее, указывал:
Я со всем вниманием прочёл предложение о кампании и решение по этой части предоставляю Вам и Паскевичу. Что же касается до осенней кампании, если персяне окажутся не сговорчивыми, то необходимо начать её взятием Тавриза; а оттуда можно действовать согласно плана. ... Во всяком случае, я воспрещаю по той стороне Аракса принятие всякого заявления подданства России; мы можем признать независимость ханств, но не присоединение их к нашей империи; нам достаточно Эривани с компанией. Удовольствуемся этим и не зайдём далеко в наших расчётах.

### Персидская сторона
Основной задачей иранское командование ставило захватить Закавказье, овладеть Тифлисом и отбросить русские войска за Терек. Главные силы были поэтому направлены из Тавриза в район Куры, а вспомогательные — в Муганскую степь, чтобы блокировать выходы из Дагестана. Иранцы также рассчитывали на удар кавказских горцев с тыла по русским войскам, которые были растянуты узкой полоской вдоль границы и не располагали резервами. Помощь персидской армии обещали карабахские беки и многие влиятельные лица соседних провинций, которые поддерживали постоянные контакты с персидским правительством и даже предлагали вырезать русских в Шуше и удерживать её до подхода основных войск.

## Кампания 1826 года
19 (31) июля 1826 года персидская армия Аббас-мирзы в количестве 30 / 60 тыс. человек с 30 орудиями без объявления войны перешла границу в районе Мирака и вторглась в пределы Закавказья на территорию Карабахского и Талышского ханств. Основная масса пограничных «земских караулов», состоявших из вооружённых конных и пеших крестьян-татар (азербайджанцев), за редкими исключениями, сдала позиции вторгшимся персидским войскам без особого сопротивления или даже присоединилась к ним. Азербайджанские татары, воспользовавшись отсутствием русского гарнизона, сразу же восстали против российской власти в Елизаветполе, — бывшем центре Гянджинского ханства, тем самым позволив персидской армии беспрепятственно занять город. К началу осени почти все бывшие ханства, перешедшие в подданство России в 1813 году, кроме Дагестана, вновь попали под власть Персии. Туда начали возвращаться бывшие ханы. Ещё ранее, 16 (28) июля 1826 года, персидские войска в количестве 10 тыс. конницы и 1,5 тыс. пехоты атаковали русские посты (1775 пехотинцев и артиллеристов, 60 казаков и 9 орудий) с территории Эриванского ханства, вынудив их отступить к Гюмри.
Получив от А. П. Ермолова донесение о вторжении персов, Николай I направил к нему И. Ф. Паскевича, должность которого на тот момент именовалась «командующий войсками под главным начальством Ермолова». Российская сторона сразу же обвинила Великобританию к в подстрекательстве Персии к начале войны.
В Карабахской провинции русскими войсками командовал генерал-майор В.Г. Мадатов, по происхождению карабахский армянин. В момент нападения его замещал полковник И.А. Реут, командир 42-го Егерского полка, дислоцировавшегося в районе крепости Шуши. Под натиском многократно превосходящих сил персов, разрозненные и малочисленные русские пограничные отряды Реута были разбиты и вынуждены отступить к крепости Шуши. Ермолов потребовал от него всеми силами удерживать Шуши и перевести сюда все семьи влиятельных беков — тем самым, предполагалось обеспечить безопасность тех, кто поддерживал российскую сторону, а тех, кто был настроен враждебно, — использовать в качестве заложников.
Главной целью персов был Тифлис, однако оставить в глубоком тылу Шуши, подконтрольную русским войскам, было бы серьёзной ошибкой Аббаса-мирзы. Подойдя к крепости, персы приступили к её осаде, тогда же наследный принц предложил гарнизону во главе с И. А. Реутом сдаться с правом выхода с оружием и знамёнами. Несмотря на практически полное отсутствие запасов продовольствия в крепости, русские ответили отказом, после чего, 30 июля (11 августа) начался артиллерийский обстрел крепости. Отчаянно сражавшийся, гарнизон крепости продержался до снятия осады (5 (17) сентября), тем самым, выполнив две стратегические задачи — сковал значительные резервы персидской армии, тем самым, не дав им продвинуться дальше в сторону Тифлиса; и дал время русскому командованию собрать воедино разбросанные на значительном расстоянии друг от друга части.
Первое крупное столкновение, в котором победу одержала русская армия, произошло в районе реки Таус 22 августа (2 сентября). 31 августа (12 сентября) отряд Мадатова состоящий из трёх батальонов пехоты, Донского казачьего полка и грузинской милиции с 12-ю орудиями начал продвижение к Елизаветполю. Однако в связи с поступившей информацией о сосредоточении крупных сил противника под командованием Мамеда-мирзы и Амир-хан сардара (около 10 тыс. человек) в районе Шамхора, Мадатов принял решение изменить первоначальный маршрут и повернул в сторону Шамхора.
В тот же день достигнув реки Шамхорки и заметив неприятеля, который окопался на противоположном берегу реки, Мадатов приказал начать наступление тремя отдельными колоннами. Персидское войско превосходило русское в 5 раз, тем не менее, натиск последних оказал решающее значение и персы были вынуждены отступить к Елизаветполю, потеряв при этом около 2 тыс. человек.
Первый удар 19 (31) июля 1826 по российской территории нанесла 16-тысячная группировка эриванского сердара Хусейн-хан Каджара, подкреплённая курдской конницей (до 12 000 чел.). Русские войска на границе Грузии, во всём Бомбаке (Памбак) и Шурагели (Ширак) насчитывали около 3000 человек и 12 орудий — донской казачий полк подполковника Андреева (ок. 500 казаков, разбросанных мелкими группами по всей территории), два батальона Тифлисского пехотного полка и две роты карабинеров.
Русские части были вынуждены с боем отступать к Караклису (современный Ванадзор). Гумры и Караклис вскоре оказались окружены. Оборону Большого Караклиса совместно с русскими войсками держали два отряда армянской (100 чел.) и татарской борчалинской конницы (50 чел.). Сильные персидские отряды также направились к Балык-чаю, сметая на своём пути разбросанные малочисленные русские посты.
Одновременно Гассан-ага, брат эриванского сардара, с пятитысячным конным отрядом курдов и карапапахов перешёл на российскую территорию между горой Алагёз (Арагац) и турецкой границей, грабя и сжигая на пути к Гумрам армянские селения, захватывая скот и лошадей, истребляя сопротивлявшихся местных жителей-армян. Уничтожив армянское село Малый Караклис, курды приступили к методическим нападениям на обороняющихся в Большом Караклисе.
В середине июля 1826 года сорокатысячная армия Аббас-Мирзы форсировала Аракс у Худаферинского моста. Получив известие об этом, полковник И.А. Реут приказал отвести все войска, находящиеся в Карабахской провинции, в крепость Шуши. При этом трём ротам 42-го полка под командованием подполковника Назимки и присоединившейся к ним сотне казаков не удалось пробиться к Шуше из Герюсов, где они дислоцировались. Иранцы и восставшие азербайджанцы настигли их, и в ходе упорного боя половина личного состава погибла, после чего остальные по приказу командира сложили оружие. К 25 июля (6 августа) войска Аббаса-мирзы начали осаду крепости.

Гарнизон крепости Шуши составил 1300 человек (6 рот 42-го Егерского полка и казаки из полка Молчанова 2-го). Казаки за несколько дней до полной блокады крепости согнали за её стены семейства всей местной мусульманской знати в качестве заложников. Азербайджанцев обезоружили, а ханов и наиболее почётных беков посадили под стражу. В крепости укрылись также жители армянских сёл Карабаха и азербайджанцы, оставшиеся верными России. С их помощью были восстановлены полуразрушенные укрепления. Полковник Реут для укрепления обороны вооружил 1500 армян, которые вместе с русскими солдатами и казаками находились на передовой линии. В обороне участвовало и некоторое число азербайджанцев, изъявивших свою верность России. Однако крепость не располагала запасами продовольствия и боеприпасов, поэтому для скудного питания солдат пришлось использовать зерно и скот армянских крестьян, укрывшихся в крепости.
Тем временем местное мусульманское население в массе своей присоединилось к иранцам, а армяне, не успевшие укрыться в Шуше, бежали в гористые места. Мехти Кули-хан — бывший правитель Карабаха — вновь объявил себя ханом и обещал щедро наградить всех, кто к нему присоединится. Аббас-Мирза, со своей стороны, заявил, что воюет только против русских, а не против местных жителей. В осаде принимали участие иностранные офицеры, находившиеся на службе у Аббас-Мирзы. Для того, чтобы разрушить стены крепости, по их указаниям под крепостные башни были подведены мины. По крепости вели непрерывный огонь из двух артиллерийских батарей, однако в ночное время обороняющимся удавалось восстанавливать разрушенные участки. Для внесения раскола среди защитников крепости — русских и армян — Аббас-Мирза приказал согнать под стены крепости несколько сот местных армянских семей и пригрозил казнить их, если крепость не будет сдана, — однако и этот план не имел успеха.
Оборона Шуши продолжалась 47 дней и имела большое значение для хода военных действий. Отчаявшись овладеть крепостью, Аббас-Мирза в конце концов отделил от основных сил 18 000 человек и направил их к Елизаветполю, чтобы нанести удар по Тифлису с востока.
Получив сведения, что основные персидские силы скованы осадой Шуши, генерал Ермолов отказался от первоначального плана отвести все силы вглубь Кавказа. К этому времени ему удалось сосредоточить в Тифлисе до 8000 человек. Из них был сформирован отряд под командованием генерал-майора князя В. Г. Мадатова (4300 чел.), который повёл наступление на Елизаветполь, чтобы остановить продвижение персидских сил к Тифлису и снять осаду с Шуши.
Тем временем в Бомбакской провинции русские части, отражавшие налёты курдской конницы на Большой Караклис, 9 августа начали отход на север, за Безобдал, и к 12 августа сосредоточились в лагере при Джалал-Оглы. Курдские отряды тем временем широкой лавиной растеклись по ближайшей местности, уничтожая селения и вырезая армянское население. 14 августа они напали на немецкую колонию Екатеринфельд, всего в 60 км от Тифлиса, после длительного боя сожгли её и вырезали почти всех жителей.
После нескольких недель затишья, 2 сентября, трёхтысячный курдский отряд Гассан-аги переправился через реку Джилгу, 10 км выше Джалал-Оглы (современный Степанаван), и напал на армянские сёла, уничтожая их и угоняя скот. Несмотря на вмешательство русских частей и значительные потери, курдам удалось угнать 1000 голов скота.
В дальнейшем нападения осуществляли лишь мелкие отряды. К началу сентября обстановка изменилась в пользу России.

### Контрнаступление русских войск
3 (15) сентября 1826 года произошла Шамхорская битва. Русский отряд под командованием В. Г. Мадатова разгромил 18-тысячный авангард иранской армии, направлявшийся к Тифлису.
5 (17) сентября отряд Мадатова освободил Елизаветполь. Аббас-Мирза был вынужден снять осаду с Шуши и двинуться навстречу русским войскам.
13 (25) сентября Отдельный Кавказский корпус под командованием генерала И. Ф. Паскевича в сражении под Елизаветполем разгромил 35-тысячную (из них 15 000 регулярной пехоты) при 24 орудиях иранскую армию, имея в своём распоряжении всего 10 319 солдат и 24 орудия. К концу октября иранские войска были отброшены за Аракс.

## Кампания 1827 года
16 (29) марта 1827 года по приказу Николая I А. П. Ермолов, ранее написавший прошение об отставке, был заменён генерал-адъютантом И. Ф. Паскевичем.
В апреле Паскевич осадил Эривань, а в июне двинулся на Нахичевань. 5 (17) июля нанёс поражение Аббас-Мирзе у ручья Джеван-Булак, а 7 (19) июля принудил к капитуляции крепость Аббас-Абад.
В начале августа Аббас-Мирза, стремясь предотвратить вторжение русских в Иранский Азербайджан, с 25-тысячной армией вторгся в Эриванское ханство и, соединившись с войсками Эриванского сардара Хусейн-хана, 15 (27) августа осадил Эчмиадзин (священный для всех армян город, в котором находится резиденция католикоса), защищённый только батальоном Севастопольского пехотного полка (до 500 чел.) и конной сотней из армянской добровольческой дружины. 16 (28) августа А. И. Красовский с отрядом (до 3000 бойцов при 12 орудиях) выступил на помощь осаждённому Эчмиадзину и на следующий день был атакован со всех сторон войсками Аббас-Мирзы и Хусейн-хана (общей численностью до 30 тыс. пехоты и конницы при 24 орудиях). Однако русский отряд, понеся огромные потери (убитыми, ранеными и пропавшими без вести — 1154 чел.), сумел пробиться к Эчмиадзину, после чего осада была снята. Потери персидской армии составили около 3000. Эта баталия вошла в историю как Ошаканская битва.
1 (13) октября Паскевич взял Эривань — главный символ персидского могущества в Закавказье, и далее вступил в иранский Азербайджан. За взятие крепости император Николай I пожаловал И. Ф. Паскевичу титул графа Эриванского.
Хачатур Абовян писал:
Солдаты начали входить в крепость, а в тысяче мест, в тысяче окон люди не в силах были рот открыть, — так душили их слёзы. Но у кого было в груди сердце, тот ясно видел, что эти руки, эти застывшие, окаменевшие, устремленные на небо глаза говорят без слов, что и разрушение ада не имело бы для грешников той цены, как взятие Ереванской крепости для армян…
…
Как друг, как небесные ангел-благовестник, с венцом свободы и милосердия, вступил князь Паскевич в сардарский дворец. Проходя, в тысяче мест он должен был сам сдерживать слезы, видя, как старики, дети, девушки, старухи не только у него ноги целуют, но бросаются на шею солдатам и замирают у них на груди в душевном умилении.
6 (18) октября Паскевич начал поход на Тавриз. 14 (26) октября отряд Г. Е. Эристова, вышедший из Нахичевани, почти не встретив сопротивления занял Тавриз. Через 6 дней в город прибывает главнокомандующий, а ещё через 2 дня, 21 октября (2 ноября), с приездом Аббаса-Мирзы со своими помощниками, стартовали мирные переговоры, которые закончились безрезультатно, в связи с полученной персидским шахом информацией от Порты о сильном ухудшении двусторонних отношений с Россией и возможном начале войны. Это обстоятельство побудило наследного принца прервать переговоры и, несмотря на тяжелую ситуацию на фронте, продолжить боевые действия.
- Торжественное вступление Паскевича в Тавриз
- Ситуационная карта района Эривани, Эчмиадзина и Сардарапата

## Кампания 1828 года
15 (27) января 1828 года русскими войсками был взят город Урмия, а через 10 дней — Ардебиль, тем самым, открыв путь к столице — Тегерану. Колоссальный успех русской армии вынудил шаха и его английских советников принять все условия, выставленные ранее Российской стороной.

## Итоги
Персидская армия была дезорганизована, а Аббас-Мирза бежал в Тегеран. На территории Персии вспыхивали антиправительственные волнения, что также вынудило шаха идти на переговоры. Однако и русское командование было заинтересовано в скорейшем заключении мира с Персией, так как к тому времени сильно обострились отношения с Османской империей.
10 (22) февраля 1828 года был подписан Туркманчайский мирный договор (в селении Туркманчай близ Тебриза), заключённый между Российской и Персидской империями, по которому последняя подтверждала все условия Гюлистанского мирного договора (1813) (переход к России части Каспийского побережья до р. Астара), а также Эриванского и Нахичеванского ханств (территория исторической Восточной Армении). На части территории Восточной Армении было создано особое административное образование — Армянская область. В эту область стали переселяться армяне из Ирана, куда в начале XVII века была выселена шахом Аббасом значительная часть армянского населения региона, а также те армяне, которых насильственно выселяли во время прошедшей войны. Новой границей между государствами стала река Аракс.
Кроме того, персидский шах обязывался выплатить России контрибуцию (10 куруров туманов — 20 млн руб.). Что касается иранского Азербайджана, то Россия обязалась вывести из него войска по выплате контрибуции. Также персидский шах обязался предоставить амнистию всем жителям иранского Азербайджана, сотрудничавшими с русскими войсками. Дипломатической победой России также можно считать сдерживание Османской империи от столкновения с Россией и открытия второго фронта на протяжении всей войны.
Проигравшей была и Английская сторона, всячески пытавшаяся уменьшить или полностью лишить влияния России в Закавказье. Ещё в ходе войны, когда поражение Персии стало делом времени, посол России в Великобритании Х. А. Ливен указал новоизбранному английскому премьер-министру Д. Канингу, что именно Тегеранский договор 1814 года и вмешательство англичан в персидскую политику было главной причиной очередной Русско-персидской войны.
21 марта (2 апреля) 1828 года императором России Николаем был издан победный манифест:
Среди мирных и дружественных сношений,  среди надежд и уверенности доброго соседства внезапно на границах Кавказа потрясен покой подвластных нам народов, и насилие, вопреки святости договоров, быстрым вторжением коснулось пределов России. Надлежало отразить силу силою. В стране, неприятелем опустошенной и почти непроходимой, преследуя его и в то же время борясь с силою природы, превозмогая и палящий зной лета, и жестокость зимы,  храброе воинство наше после несчетных усилий покорило Эривань, доселе неприступный, и за Араксом на высотах Арарата утвердило свои  знамена и, углубляясь далее во внутренность Персии, овладело самим Тавризом и страной, ему сопредельной. Ханство Эриванское по обе стороны Аракса и ханство Нахичеванское — часть древней Армении — пали во власть победителя.
На протяжении всего периода боевых действий армянское население неистово приветствовало русские войска и считало их своим освободителями. Русской армии значительную помощь оказали армянские добровольцы, часть из них вступало в её ряды, часть — создавало собственные добровольческие отряды. Например, в августе 1827 года в Тифлисе были сформированы три армянские добровольческие дружины, которые в течение некоторого времени были доведены до нескольких тысяч человек личного состава. Католикос Всех армян Нерсес V Аштаракеци в июле 1826 года призывал молодых армян присоединиться к России и помочь освободить их Родину: «вместе с полками воинств Российского … в случае необходимости не пощадить и последней капли крови нашей». Во время войны он был одним из идеологов и организаторов армянских добровольческих отрядов, сражавшихся вместе с русской армией и внёсших важный вклад в победу. Армянское население в ходе боевых действий связывало большие надежды с приходом русских войск и оказывало им всемерную помощь. С. Н. Глинка в своём «Описании переселения армян аддербиджанских в пределы России» восторженно отмечал:
Армяне, воодушевлённые вызовом полковника Лазарева, на крыльях усердия и любви летели к полкам русским и оказывали важнейшие услуги… Многие из армян… простёрли братские объятия к русским воинам, извещали их о каждом движении неприятеля, служили им проводниками и действовали на поле битвы
- Генерал-адъютант И. Ф. Паскевич и наследный принц Аббас-Мирза на подписании мирного договора в Туркманчае
- Карта театра войны с Персией и новых границ согласно Туркманчайского мирного договора, Потто, Василий Александрович

## Память
- Бюст И.Ф. Паскевича, Ереван, Армения
- Обелиск в честь памяти русских воинов, принимавших участие в Ошаканской битве, недалеко от Эчмиадзина, Армения
- Мемориальный комплекс «Казакам—героям», посвящённый российским казакам — участникам Русско-персидских и Русско-турецких войн, Ереван, Армения
- Памятный монумент русским воинам возле Храма Покрова Пресвятой Богородицы в Ереване
- Знамя армянского добровольческого соединения, Музей русско-армянской дружбы, Абовян

|                                                                       |  |
| Оружие, применявшееся сторонами во время войны, Музей истории Еревана |  |